# São Benedito (Ceará)
São Benedito is een gemeente in de Braziliaanse deelstaat Ceará. De gemeente telt 45.407 inwoners (schatting 2009).